# Apagamento bissexual
Apagamento bissexual ou invisibilização bissexual é a tendência de ignorar, remover, falsificar ou reexplicar evidências da bissexualidade na história, na academia, na mídia de notícias e em outras fontes primárias. Em sua forma mais extrema, o apagamento bissexual pode incluir a crença de que a própria bissexualidade não existe. 
A eliminação bissexual pode incluir a afirmação de que todos os indivíduos bissexuais estão em uma fase e logo escolherão um lado, seja heterossexual ou homossexual. Uma razão para isso é a crença de que indivíduos bissexuais são distintamente indecisos. Representações grosseiras de indivíduos bissexuais como hipersexuais fragilizam a agência sexual dos bissexuais, apagando efetivamente suas verdadeiras identidades também. Eliminação bissexual também costuma ser uma manifestação de bifobia, embora não envolva necessariamente antagonismo aberto. A eliminação bissexual freqüentemente resulta em indivíduos que se identificam como bissexuais experimentando uma variedade de encontros sociais adversos, já que eles não apenas têm que lutar para encontrar aceitação dentro da sociedade, mas também dentro da comunidade LGBTQIAP+. Dentro dessa comunidade é comum existir discriminações contra as pessoas bissexuais, utilizando o argumento que a bissexualidade da pessoa é uma maneira de camuflar sua homossexualidade, pois tais indivíduos não têm coragem de assumi-la.  A eliminação bissexual é uma forma de estigma e leva a consequências adversas para a saúde mental de pessoas que se identificam como bissexuais. 
Outra variante comum de apagamento bissexual envolve aceitar a bissexualidade em mulheres, enquanto se minimiza ou rejeita a validade da identidade bissexual em homens. A bissexualidade feminina é vista como fetiche na sociedade patriarcal. 
Atualmente os grupos bissexuais têm se organizando politicamente para que suas sexualidades  tenham maior visibilidade e uma maior inclusão na sociedade, na tentativa de combater os preconceitos e discriminações. 

## Motivações

### Geral
De acordo com o estudioso Kenji Yoshino , há três investimentos principais que motivam tanto os homossexuais quanto os heterossexuais que se identificam a apagar a bissexualidade da cultura LGBTQIAP+. A primeira dessas motivações é a estabilização da orientação sexual, que alivia as pessoas da ansiedade de ter sua orientação sexual questionada. Essa motivação reforça a crença de que os bissexuais estão simplesmente indecisos sobre sua bissexualidade e são fundamentalmente homossexuais ou heterossexuais, e isola, marginaliza e torna os bissexuais invisíveis dentro da comunidade LGBTQIAP+.  A segunda motivação é a manutenção da importância do gênero, que é vista como eroticamente essencial para homossexuais e heterossexuais, enquanto a bissexualidade parece desafiar essa noção.  A terceira motivação é a manutenção da monogamia, uma vez que um par ou vínculo é preferido pela política capitalista  de base patriarcal (Vassallo, 2022). No entanto, os bissexuais são tipicamente considerados por homossexuais e heterossexuais como "intrinsecamente" não monogâmicos.  Juana Maria Rodriguez acrescenta ao argumento de Yoshino e postula que a bissexualidade quebra os entendimentos tradicionais da sexualidade e do binárismo de gênero.  Assim, indivíduos tanto na cultura dominante quanto na comunidade LGBTQIAP+ resistem à bissexualidade. 
Em um artigo de 2010 escrito para o 10º aniversário da peça de Yoshino, Heron Greenesmith argumenta que a bissexualidade é inerentemente invisível na lei, mesmo além do alcance do apagamento deliberado. Em primeiro lugar, ela diz que é porque a bissexualidade é legalmente irrelevante para demandantes que se presumem ser heterossexuais ou homossexuais, a menos que declarada , e em segundo lugar, quando a bissexualidade é legalmente relevante, ela é apagada dentro da cultura legal porque complica os argumentos jurídicos que dependem de um gênero binário natureza da sexualidade. 
A psicóloga americana Beth Firestone escreve que desde que escreveu seu primeiro livro sobre bissexualidade, em 1996, "a bissexualidade ganhou visibilidade, embora o progresso seja desigual e a consciência da bissexualidade ainda seja mínima ou ausente em muitas das regiões mais remotas de nosso país e internacionalmente" . 

### Motivações masculinas
Richard C. Friedman , um psiquiatra acadêmico especializado em psicodinâmica da homossexualidade, escreve em seu ensaio "Negação no desenvolvimento de homens homossexuais" que muitos homens gays tiveram fantasias sexuais com mulheres ou se envolveram em sexo com mulheres e que muitos homens heterossexuais já experimentaram fantasias sexuais com homens ou tiveram relações sexuais com homens . Apesar de serem bissexuais na fantasia e na atividade, esses homens se identificam como "gays" ou "heterossexuais" ao invés de bissexuais. Este apagamento da bissexualidade às vezes é causado pela negação do significado de um encontro erótico para manter a identidade sexual de uma pessoa e senso de comunidade; um homem pode minimizar ter tido fantasias sexuais ou encontros com uma mulher para manter sua identidade como um "homem gay" e sua participação na comunidade gay, ou um homem pode minimizar ter tido fantasias sexuais ou encontros com um homem para manter seu status de um homem heterossexual em uma sociedade heteronormativa . 
Escrevendo para Bisexual.org , o autor e colunista Zachary Zane cita um estudo que mostra que 20,7% dos homens heterossexuais identificados assistiam a pornografia gay e 7,5% relataram ter feito sexo com um homem nos últimos seis meses, enquanto 55% dos homens identificados como gays assistiram a pornografia heterossexual e 0,7% relataram ter feito sexo com uma mulher nos últimos seis meses. Ele argumenta que alguns dos homens heterossexuais identificados são na verdade gays ou bissexuais, mas estão apagando sua bissexualidade devido à bifobia internalizada e à negação de reivindicar um rótulo de identidade heterossexual. Apontando que a maioria dos homens identificados como gays assistiam pornografia heterossexual, mas poucos tiveram sexo heterossexual recente, ele sugere que muitos homens que se identificam como gays têm fantasias sexuais sobre mulheres e, em um mundo ideal, seriam abertamente bissexuais e explorariam livremente o sexo com mulheres, mas a sociedade pressiona os gays a "escolherem um lado", de modo que esses homens "subsequentemente tenham escolhido ser gays". 
A autora e ativista bissexual Robyn Ochs argumentou que os homens gays são menos possessivos com seu rótulo "gay" do que lésbicas . Ela argumenta que há menos hostilidade a homens bissexuais que se identificam como gays do que mulheres bissexuais que se identificam como lésbicas, há uma grande fluidez sexualentre gays e bissexuais e, consequentemente, mais homens identificados como gays admitem abertamente que se sentem atraídos e fazem sexo com mulheres. No entanto, Ochs também argumenta que muitos homens bissexuais se identificam como gays para se alinharem politicamente com a comunidade gay. Ela diz que, como se assumir é tão difícil para homens gays, muitos não querem se assumir uma segunda vez como bissexuais; a existência de bissexualidade masculina pode ser ameaçadora para alguns homens gays porque levanta a possibilidade de que eles próprios sejam bissexuais. 
O ativista gay Carl Wittman , escrevendo em seu livro "Refugees from Amerika: A Gay Manifesto", argumentou que os gays deveriam se identificar como "gays" em vez de "bissexuais", mesmo que durmam com mulheres. Declarando que os homens gays só deveriam se tornar bissexuais quando a sociedade aceitar a homossexualidade.

## Em comunidades heterossexuais e LGBT
Pessoas heterossexuais e gays que se envolvem em apagamento bissexual podem alegar que bissexuais são exclusivamente homossexuais (gays / lésbicas) ou exclusivamente heterossexuais,  gays ou lésbicas enrustidos que desejam parecer heterossexuais  ou são heterossexuais que estão fazendo experiências com sua sexualidade.  Uma manifestação comum de apagamento bissexual é uma tendência dos bissexuais serem referidos como heterossexuais quando estão intimamente envolvidos com pessoas do sexo oposto e rotulados como homossexuais quando estão envolvidos com pessoas de o mesmo sexo. 
A eliminação bissexual pode resultar da crença de que a comunidade bissexual não merece igual status ou inclusão nas comunidades gays e lésbicas.  Isso pode assumir a forma de omissão da palavra bissexual no nome de uma organização ou evento que atende a toda a comunidade LGBTQIAP+, incluindo-a como "bissexual", implicando que existem apenas duas orientações sexuais autênticas, ou tratar o assunto da bissexualidade de forma depreciativa. 
Historicamente, as mulheres bissexuais tiveram sua sexualidade rotulada por círculos feministas lésbicos como uma "desculpa apolítica".  Mulheres bissexuais têm sido vistas como "não radicais o suficiente" por causa de sua atração por homens cisgêneros .  Rodriguez afirma que a bissexualidade foi considerada antifeminista por muitas lésbicas por causa dos "desejos implícitos de penetração, domínio sexual e submissão" e papéis de gênero.  Difamação e apagamento bissexual pela comunidade podem não ser tão abertos e prevalentes hoje, mas a identificação como bissexual ainda pode levar à exclusão e apagamento em muitos espaços lésbicos. 
Em 2013, um estudo publicado no Journal of Bisexuality entrevistou trinta pessoas que se identificaram como parte das comunidades lésbicas, gays, queer ou bissexuais e suas experiências individuais com o assumir-se. Dez dessas pessoas relataram que reivindicaram o rótulo de bissexualidade primeiro e, mais tarde, voltaram a ser lésbicas, gays ou queer. A teoria que surgiu neste estudo introduziu o conceito de "apologética queer", em que se tenta conciliar sua atração pelo mesmo sexo com a norma social da heterossexualidade. 
Os bissexuais têm sido esquecidos no debate sobre o casamento do mesmo sexo : Onde o casamento do mesmo sexo é ilegal, aqueles que fazem campanha por ele não destacaram as inconsistências das leis de casamento relativas aos bissexuais, cujo direito de casar depende exclusivamente do sexo de seu parceiro. Em segundo lugar, quando o casamento do mesmo sexo está disponível, uma parceira bissexual geralmente será chamada de lésbica ou gay. Por exemplo, uma das primeiras pessoas a participar de um casamento homossexual na América, Robyn Ochs , foi amplamente referida na mídia como lésbica, apesar de se identificar em entrevistas como bissexual. 
Por muitos anos, o Lambda Literary Awards não teve uma categoria para obras literárias bissexuais, que foi finalmente estabelecido em 2006 após o lobby da BiNet USA .  Embora alguns trabalhos relacionados à bissexualidade, como a antologia Bi Any Other Name: Bisexual People Speak Out , tenham sido indicados para os prêmios antes da criação das categorias bissexuais, eles competiram nas categorias gays ou lésbicas. 

## Na academia

### Estruturas teóricas
Foram desenvolvidas abordagens alternativas para o conceito de bissexualidade que expandem a definição de identidade sexual para fora de uma mentalidade "isto ou aquilo" para uma mentalidade "isto e aquilo". Jenée Wilde apresenta a ideia do que chama de "sexualidade dimensional" em um artigo para a Sexual and Relationship Therapy , um referencial teórico em que o gênero não é o fator primordial da atração sexual, mas sim um de muitos eixos. Esses outros eixos de atração podem incluir o desejo por monogamia ou poliamor e a fluidez do desejo pelos vários gêneros em um parceiro ao longo do tempo. Wilde usa sua estrutura para ampliar a escala da identidade sexual de um espectro binário simples de "mono-sexual" para "bissexual", e para estabelecer relações entre essas identidades; essas relações não alienariam os indivíduos sem um único "objeto fixo" de atração.
Pontos de vista como o de Wilde foram aplicados por acadêmicos como Laura Erickson-Schroth e Jennifer Mitchell  a peças da cultura pop e da literatura; Steven Angelides também produziu um livro sobre o lugar da bissexualidade na pesquisa e na consciência social ao longo da história, usando uma estrutura semelhante.  Ambas as peças visam alcançar leituras mais inclusivas da sexualidade e permitir a redesignação de figuras literárias e pessoas reais como bissexuais, em vez de continuar com a suposição de que qualquer atividade do mesmo sexo, explícita ou implícita, é homossexual, e qualquer atividade heterossexual do gênero oposto. 
Um exemplo de um ponto de vista semelhante ao de Wilde é a leitura de DS Neff de Childe Harold's Pilgrimage de Lord Byron , que considera o poema ambíguo ao mencionar "concubinas e companheiras carnais", bem como partes posteriores da obra; Neff acha que essas ambigüidades são implicações que tanto os amantes quanto as mulheres tiveram para o protagonista. Este retrato bissexual é apoiado pelas interações do mundo real de Byron com amantes de vários gêneros, e a cultura de seus afiliados literários em Cambridge tolerando essas interações em meio ao pânico moral do século 19 em torno dos desejos do mesmo sexo. 
O artigo de Erickson-Schroth e Mitchell de 2009 no Journal of Bisexuality realiza uma análise semelhante de Written on the Body de Jeanette Winterson e Well of Loneliness de Radclyffe Hall ; a afirmação por trás do trabalho desses estudiosos é que a experiência bissexual existiu ao longo da história da humanidade e, embora só recentemente tenha sido reconhecida até mesmo em círculos queer e LGBT, não é de forma alguma um fenômeno exclusivamente moderno. 
Existem também interpretações da literatura que enfocam as expressões simbólicas da bissexualidade, em vez de sua menção explícita. Linda K. Hughes 'análise de Alexander Smith ' s A Life-Drama defende a natureza atípica do namoro heterossexual no poema fica no lugar do romance entre 'amizade íntima' do personagem principal com outro homem.  Outras análises usam as práticas subtextuais e alusões comuns do período vitoriano / século 19 que faziam referência à bissexualidade ou homossexualidade  para mostrar a presença de temas bissexuais em Drácula de Bram Stoker  e The Turn of the Screw de Henry James . 

### Na literatura acadêmica
Indivíduos bissexuais têm sido amplamente esquecidos na literatura acadêmica. Hemmings postula que a eliminação bissexual é essencial nos estudos queer para manter lésbicas e gays como os principais objetos de estudo.  bissexuais costumam ser incluídos sob a denominação LGBT + em estudos acadêmicos. No entanto, faltam dados específicos para bissexuais.  Historicamente, os acadêmicos começaram a estudar bissexuais em relação ao HIV e AIDS.  Esses estudos contribuíram para a mitologia de que bissexuais têm uma chance maior de transmitir HIV e AIDS. 

### Nas escolas
Mais escolas ensinam sobre heterossexualidade e homossexualidade, não apenas heterossexualidade. O apoio a gays e lésbicas chegou às escolas públicas na forma de alianças heterossexuais (GSAs).  De acordo com John Elia, isso pode causar danos aos alunos que não se identificam com nenhuma dessas sexualidades.  No entanto, algumas escolas adaptaram este acrônimo para incluir outros grupos LGBTQ +. Por exemplo, a West Ranch High School tem a "associação de gênero e sexualidade" em sua lista de clubes para o ano letivo de 2020-2021.  Melissa Smith e Elizabethe Payne afirmam que há vários casos em que o corpo docente tem silenciado quando se trata de intimidação de alunos LGBTQ. 

## Representações de mídia
Artigo principal: Retratos da bissexualidade na mídia

### Geral
Alguns meios de comunicação retrataram comportamentos bissexuais em culturas antigas e não ocidentais, como a pederastia grega antiga ou os dois espíritos nativos americanos , como prova de que a homossexualidade foi amplamente aceita em outras épocas e culturas,  mesmo que também pode ser visto como prova da existência e aceitação da bissexualidade.
Tanto na mídia gay quanto na grande mídia, indivíduos que mantiveram sua identidade sexual desconhecida foram retratados como gays (se homens) ou heterossexuais (se mulheres) quando se envolveram em relacionamentos românticos ou sexuais com homens e mulheres.  O mesmo ocorreu mesmo com pessoas que se identificaram abertamente como bissexuais. O casamento de Ani DiFranco com Andrew Gilchrist em 1998 foi retratado tanto na mídia gay quanto na grande mídia como uma renúncia ao lesbianismo, embora ela tivesse se declarado bissexual desde o início de sua carreira.  Madonna se autodenominou bissexual em entrevistas e frequentemente se envolveu em atos públicos de intimidade do mesmo sexo com outras celebridades femininas, mas é tipicamente retratada pela mídia como uma mulher heterossexual que se envolve em imagens lésbicas por puro valor de choque , com qualquer possibilidade de ser genuinamente bissexual sendo descontado inteiramente.  Lady Gaga é às vezes rotulada como "gay" ou "hetero" na mídia, embora ela tenha se identificado publicamente como bissexual.  Freddie Mercury , que de acordo com seu obituário era um "bissexual confesso", é frequentemente descrito como gay pela grande mídia. 
A mídia em ambas as comunidades também se refere frequentemente à comunidade "gay e lésbica", ignorando as pessoas bissexuais e / ou transgêneros .  Também houve exemplos de meios de comunicação referindo-se a questões de "lésbicas, gays e transgêneros" enquanto ainda excluíam ou ignoravam os bissexuais. 
Mulheres bissexuais especificamente estão sujeitas a hipervisibilidade e apagamento.  Mulheres bissexuais são super-representadas em pornografia, reality shows e videoclipes como parte do olhar masculino .  No entanto, faltam representações de mulheres bissexuais como agentes de sua sexualidade.  O apagamento da agência sexual para mulheres bissexuais negras também prevalece na mídia.  bissexualidade estereotipadamente implica uma sensação de desejo sexual descontrolado; isso é então intensificado para mulheres negras que já são hipersexualizadas. 
Em 2013, o mergulhador olímpico britânico Tom Daley se revelou bissexual. Várias fontes da mídia apoiaram sua decisão de contar ao mundo sobre sua sexualidade, mas o rotularam como "gay" em vez de bissexual. 
Em 5 de agosto de 2020, a Paper Magazine publicou uma entrevista com Noelle Stevenson e Rebecca Sugar , para colocá-las em uma conversa.  Sugar observou o recente aumento de "conteúdo LGBTQIA em mídia animada e infantil", com muito pouco conteúdo LGBTQ + ao longo da história da animação, e chamou aqueles que afirmam que há lésbicas suficientes na animação para estar completamente errados e uma forma de bissexual apagamento. Mais tarde, Sugar apontou para o apagamento bissexual no fandom de Steven Universe por volta de 2015.

### Televisão
Artigo principal: Lista de personagens bissexuais na televisão
Em 30 de dezembro de 2009, a MTV estreou sua 23ª temporada do programa The Real World ,  apresentando dois participantes bissexuais,  Emily Schromm  e Mike Manning .  Embora o próprio Manning se identifique como bissexual,  muitos blogueiros e comentaristas em blogs alegaram que ele era gay.  Além disso, enquanto uma MTV Aftershow nos bastidores e uma entrevista subsequente revelaram que Manning e Schromm tiveram encontros com homens e mulheres durante o programa, o programa foi editado para fazer parecer que eles só tinha estado com homens. Em 2016, a popular sitcom The Good Place foi ao ar na NBC, estrelando Kristen Bell como a bissexual Eleanor Shellstrop. No entanto, muitos ficaram desapontados com a representação da sexualidade de Eleanor no programa como uma piada que nunca foi levada além de comentários ocasionais sobre sua atração por mulheres e, portanto, desvalorizando a validade da bissexualidade na tela da televisão. 
Em Game of Thrones , Oberyn Martell é um personagem que é apresentado como bissexual. No entanto, a bissexualidade do personagem não é uma faceta de sua identidade. Em vez disso, é usado como uma forma de caracterizá-lo como ganancioso. Pedro Pascal, que interpreta Oberyn, afirma que seu personagem “não discrimina em seus prazeres ... limitar-se em termos de experiência não faz sentido para ele”.  Assim, sua bissexualidade é apagada e substituída pelo estereótipo de que pessoas bissexuais são abertamente promíscuas.
Frank Underwood de House of Cards é caracterizado de forma semelhante. Sua filosofia é que “sexo é poder”. Ele faz sexo com homens e mulheres com o propósito de controlá-los, usando a bissexualidade como um estratagema em vez de uma expressão de identidade. 

## Outras leituras
- Fraser, M., Identity Without Selfhood: Simone de Beauvoir and Bisexuality, Cambridge and New York: Cambridge University Press 1999. p. 124-140.
- VASSALO, Brigitte. O Desafio Poliamoroso: por uma nova política de afetos. Elefante, 2022.